# Dacus copelandi
Dacus copelandi är en tvåvingeart som beskrevs av White 2006. Dacus copelandi ingår i släktet Dacus och familjen borrflugor.
Artens utbredningsområde är Kenya. Inga underarter finns listade i Catalogue of Life.